# Навичелли
Навичелли (итал.  Navicelli) — судоходный канал в итальянском регионе Тоскана. Название получил от так называемых навичелло — характерных для Тосканы лодок небольшого размера, использовавшихся для перевозки грузов с Пизанской равнины (ит.), Бьентинского озера (ит.) и из района Эмполи, поскольку в то время Арно была судоходной вплоть до Порто-ди-Меццо (ит.).

## Описание
Искусственный канал, ответвляющийся от реки Арно в Пизе и впадающий в Тирренское море к северу от Ливорно. Длина канала — 23 км. Построен великим герцогом Тосканы Козимо I для облегчения речного сообщения в 1560—1573 годах.

## История
В XVI веке устье реки Арно было заболоченным и подвергалось сильным течениям.